# Gentleman (Musiker)

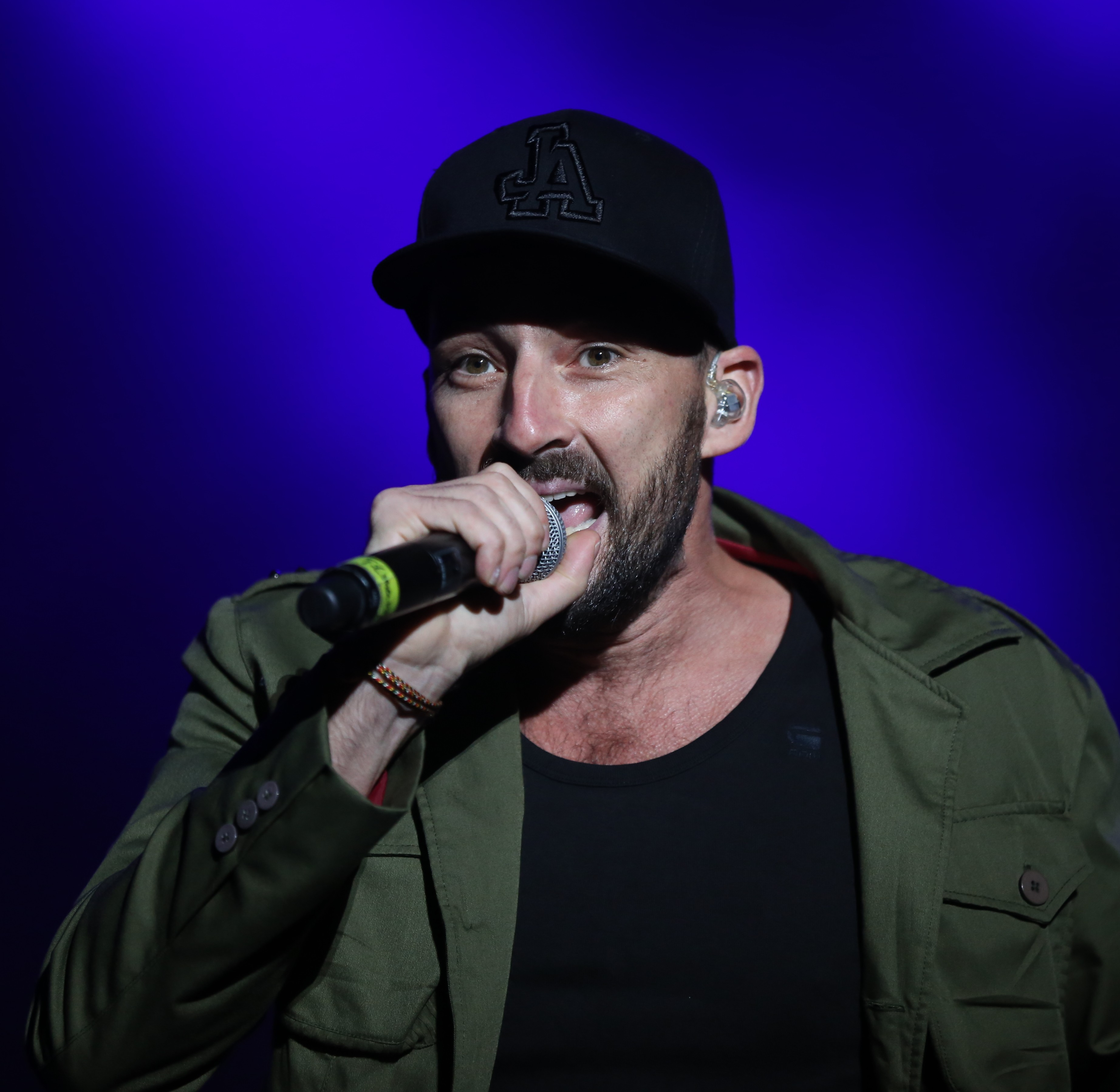
Gentleman (2013)

Gentleman (* 19. April 1974 in Osnabrück; bürgerlich Tilmann Otto) ist ein deutscher Reggae-Musiker.

## Jugend und Familie
Gentleman wurde als Sohn eines evangelisch-lutherischen Pastors in Osnabrück geboren. Die Familie zog in seinem ersten Lebensjahr nach Köln, er wuchs in der Kölner Südstadt auf. In seiner Jugend besuchte er zunächst die Kaiserin-Augusta-Schule und anschließend das Hansagymnasium. Er wurde von beiden Schulen verwiesen und wechselte dann zum Humboldt-Gymnasium, das er freiwillig verließ. Gentleman reist seit seinem 18. Lebensjahr regelmäßig auf die Karibikinsel Jamaika, den Ursprungsort des Reggae und Dancehall.
Gentleman lebt in Köln, ist Vater zweier Kinder und mit der US-amerikanischen Sängerin Tamika verheiratet, die für Gentleman auch im Background mitsingt. Sein Bruder betreibt ein Restaurant in Köln-Ehrenfeld. Seine Schwester Ann-Kathrin Otto ist Künstlerin und Filmausstatterin und moderiert im ZDF das Magazin Wohnen & Design bei Volle Kanne.

## Karriere

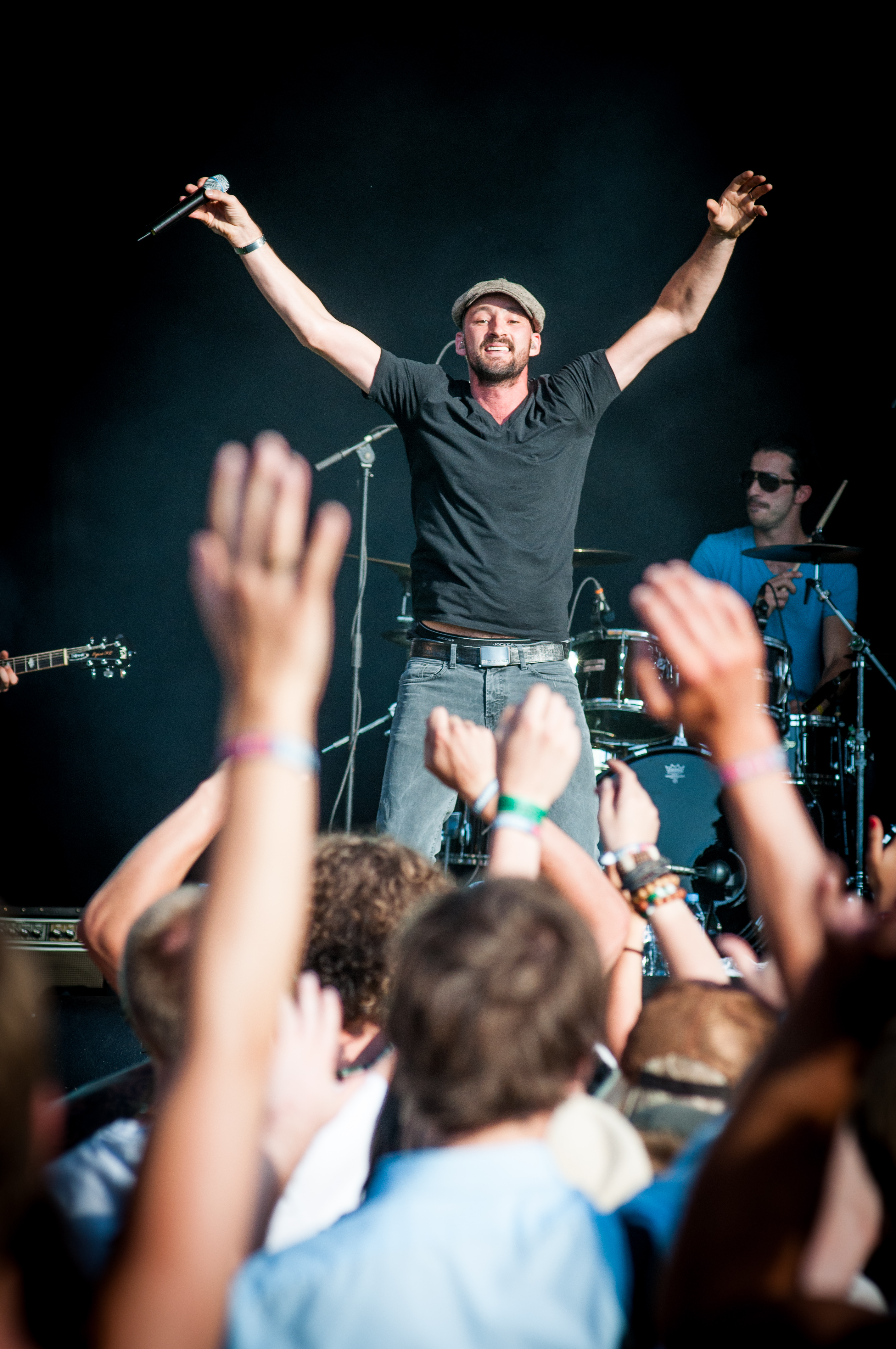
Gentleman (2011)

Als Kind kam Tilmann Otto durch den Spielfilm Skateboard-Fieber des Regisseurs Julian Pena jr. von 1980 zum Skateboard-Fahren. Als Jugendlicher verkehrte Gentleman daraufhin in der HipHop- und Reggae-affinen Skater-Szene auf der Kölner Domplatte. Außerdem wurde Gentleman durch die Schallplattensammlung seiner Mutter inspiriert, die ein Album von Bob Marley enthielt. Zudem brachte ihm sein Bruder Künstler näher wie Peter Tosh, Dennis Brown und Jacob Miller. Das erste Reggae-Konzert, das Tilmann Otto als Fan besuchte, war ein Auftritt von Macka B im Dietrich-Keuning-Haus in Dortmund. Im Alter von 18 Jahren reiste Gentleman das erste Mal auf die Karibikinsel Jamaika, um die Musikkultur dort zu ergründen. Ferner beeinflussten ihn Musiker wie Shabba Ranks, Ninjaman, Papa San, Lieutenant Stitchie und Bounty Killer stilistisch. Die ersten musikalischen Schritte unternahm Gentleman als singender MC beim Soundsystem 7 Star. Kurze Zeit später wurde er MC von Pow Pow Movement aus Köln und wechselte um 1992 zu dem Hamburger Soundsystem Silly Walks. Bei einem Auftritt mit dem Soundsystem Silly Walks im Musikclub Radio Bar in Stuttgart lernte Gentleman 1997 die Hip-Hop-Gruppe Freundeskreis um Sänger Max Herre kennen, mit der er eine musikalische Kollaboration einging. Diese damalige Begegnung mit Freundeskreis empfindet Gentleman als wichtigen Wendepunkt seines Lebens in Bezug auf seine musikalische Karriere. Zu diesem Zeitpunkt hatte er schon viele Shows in Deutschland und Europa gespielt, auf denen er sowohl als MC als auch als Sänger eigener Stücke auftrat. Max Herre fand Gefallen am Sprechgesang von Gentleman, weshalb er ihn am Folgetag ins Tonstudio einlud, wo Gentleman einen Teil für den Song Tabula Rasa einsang. Das Lied landete auf Platz 13 der deutschen Charts, worauf ein Plattenvertrag mit Four Music / Sony und vier erfolgreiche Studioalben sowie ein Live-Album und eine Live-DVD folgten.
2005 trat Gentleman als Featuregast von Mamadee beim Bundesvision Song Contest für Nordrhein-Westfalen an. Das Lied belegte dort zusammen mit Sandy feat. Manuell (Rheinland-Pfalz) den letzten Platz. Außerdem gründete er 2005 gemeinsam mit seinem damaligen Manager Stephan Schulmeister das Label Bushhouse Records, dessen erste und einzige Veröffentlichung Mamadees Single Lass los war.
Nach Gentlemans Anfängen als Deejay orientiert sich seine Musik heute vor allem an der klassischen Form des Reggaes, dem Roots-Reggae, den auch seinerzeit Bob Marley produzierte. Sein Stil kann als Modern Conscious Roots bezeichnet werden und er singt auf Deutsch, Englisch und Patois. In seiner Musik sind Einflüsse aus dem traditionellen Roots Reggae, der Studio-One-Ära und Dancehall, aber auch aus der Motown-Zeit bis hin zum Hip-Hop.
Seine Lieder greifen teilweise tagesaktuelle Themen auf, wie z. B. It No Pretty, wo er im Musikvideo Opfer einer U-Bahn-Prügelattacke wird. Auch sozialkritische Nummern wie Dem Gone, Superior und Leave us alone sind Teil seines Repertoires. In ihnen hinterfragt er den Zustand der Gesellschaft kritisch und drückt seine Verachtung gegenüber Gewalt und Ausbeutung (von Minderheiten) und genereller Ungerechtigkeit aus. Ein weiteres Thema ist in Gentlemans Texten omnipräsent: die Liebe – „der Stoff, aus dem wir alle gemacht sind“. Besonders der Song Intoxication auf dem Album Drop Leaf Riddim verhalf ihm 2005 zum musikalischen Durchbruch in der karibischen Reggae-Gemeinde.
Am 2. Juni 2017 veröffentlichte Gentleman die Lyric-Version seiner Single Ovaload mit Sean Paul. Das offizielle Video folgte am 2. August 2017. Die Single konnte sich zwei Wochen in den deutschen Charts halten. Am 9. Juni 2017 veröffentlichte er sein Album Selection. Am 20. Juni 2017 veröffentlichte Gentleman seine Single Red Town. Am 14. Juli 2017 veröffentlichte Michael Patrick Kelly seine Single iD, bei der Gentleman als Gastmusiker mitwirkte. Zwei Monate später veröffentlichte er seine Single Imperfection in Kooperation mit dem US-amerikanischen Sänger Aloe Blacc am 29. September 2017. Am 13. April 2018 erschien mit Like a Lion ein Gastbeitrag, bei dem Gentleman Mark Forster und somit seinen zweiten Sing-meinen-Song-Kollegen nach Michael Patrick Kelly unterstützt.

## Live
Gentleman wurde zu Beginn seiner Karriere von der Kölner Band The Killin’ Riddim Section begleitet, ab 2002 spielte er mit der Far East Band (Berlin, Leipzig). Seit 2010 steht The Evolution (Berlin, Leipzig) an Gentlemans Seite.
Besetzung The Evolution:
- Drums: Giuseppe Big Finga Coppola
- Keyboards: Frank Pollensi Pollak
- Bass: Fabian Odi Zepezauer (bis 2013 André Heyer)
- Gitarre: Florian Stahl Münzer
- Saxophon: Johanna Järemo
- Background Vocals: Tamika Otto
- Background Vocals: Patricia Treesha Moore

Kurz nach Weihnachten 2013 feierte Gentleman 20-jähriges Bühnenjubiläum im Kölner Palladium. Sein erstes Live-Bandkonzert fand im Februar 1992 im Kölner Basement statt. Schon vor seinem ersten Plattenvertrag konnte er erste internationale Liveerfahrungen sammeln und trat in Jamaika, Russland und vielen Ländern Europas auf.
Durch seine verschiedenen Backing-Bands – The Killin’ Riddim Section, Far East Band und The Evolution Band – konnte Gentleman Liveauftritte mit verschiedenen Musikern und Stilen darbieten. Dabei agiert Gentleman auch genre- und altersübergreifend, wie z. B. bei splash!, dem größten Hip-Hop-Festival Deutschlands. Dort hatte er als Reggaekünstler seit 1999 neun Auftritte als Headliner.

### Festivals
Gentleman hat in seiner Karriere nicht nur im Inland und deutschsprachigen Nachbarländern (u. a. Rock am Ring, Summerjam, Chiemsee Reggae, Deichbrand), sondern auch im europäischen Ausland auf großen Festivals gespielt:
Eine Auswahl umfasst:
Portugal – Sudoeste, Sagres Surffest, Sumol, Musa Festival; Spanien – Monegros, Territorius, Viña Rock, Alrumbo Fest; Frankreich – u. a. Eurockéennes, Vieilleus Charrues; Niederlande – 77 Splash, Mundial, Lowlands; Belgien – Dour, Reggae Geel, Couleur Café; Dänemark – Roskilde; Schweden – One Love Festival, Hultsfred, Uppsala; Finnland – Ilosaarirock; Polen – Coke Live, Heineken Opener, Ursynalia; Serbien – Exit, Arsenal Fest; Slowakei – Pohoda; Mazedonien: Taksirat; Ungarn – Sziget, Balaton Festival; sowie diverse Festivals in Italien, Kroatien, Griechenland, Luxemburg.
Auch auf dem Festival Haltestelle Woodstock mit 750.000 Besuchern hat Gentleman bereits als Co-Headliner gespielt.
Hinzu kommen Auftritte in Nord- und Südamerika und Afrika:
USA – Raggamuffins Festivals, Marley Festival, Sierre Nevada Music Festival, Reggae Rising, Reggae on the River; Costa Rica – Surf Weltmeisterschaften Finals; Kolumbien – Festival Estereo Picnic; Chile – Lollapalooza; Jamaika – Sting, Reggae Sumfest, Jazz & Blues Festival und viele andere Auftritte in Aruba, Suriname, Franz. Guyana, Venezuela, Argentinien, Trinidad & Tobago, Ghana, Gambia, Ägypten, Marokko, Südafrika, Mauritius und den Seychellen.

## Veröffentlichungen
Mit Journey to Jah hatte Gentleman seine erste Gold-Platte und das folgende Album Confidence stieg 2004 auf Anhieb auf Platz eins der deutschen Charts ein und wurde mit Platin zertifiziert. Es ist mit über 200.000 verkauften Kopien eines der erfolgreichsten Alben der deutschen Reggae- und Hip-Hop-Geschichte. Sein nächstes Album Another Intensity erschien am 24. August 2007 und stieg in den deutschen Albumcharts auf Platz 2 ein. Es wurde das letzte Studio-Album von Gentleman bei Sony, bevor er nach zehnjähriger Zusammenarbeit 2010 zu Universal Music Deutschland wechselte. Das folgende Album Diversity wurde wieder mit Gold ausgezeichnet. Eine Live-DVD seines Summerjam-Auftritts 2010 wurde ebenfalls unter den Namen Diversity Live veröffentlicht.
2011 arbeitete Gentleman eng mit dem jamaikanischen Produzenten und Sänger Richie Stephens zusammen. Dieser war der erste Produzent auf Jamaika, der Gentleman in den 1990er Jahren in sein Studio eingeladen hatte, um einen Song aufzunehmen. Nachdem 2011 Richie Stephens’ 22-jähriger Sohn „Copper Cat“ vor seinem Haustor erschossen worden war, lud Gentleman Richie nach Deutschland ein und es entstand der Song Live your life, in dem Stephens seinen Verlust musikalisch verarbeitet. Zu dem Lied wurde ein Live-Video auf dem größten Gratis-Open-Air Europas (Haltestelle Woodstock Festival) gedreht, bei dem Gentleman vor 700.000 Menschen auftrat. Live Your Life wurde mehrfach ausgezeichnet und führte zu dem gleichnamigen Duett-Album, welches nur in den USA, Japan und der Karibik veröffentlicht wurde.
Am 19. April 2013 erschien sein sechstes Studioalbum New Day Dawn bei Universal und wurde mit einem ausgiebigen Festivalsommer und einer Europatour im Herbst 2013 präsentiert.
Knapp ein Jahr später erschien der Kino-Dokumentarfilm, Journey to Jah, der am 20. März 2014 in Deutschland in die Kinos kam. Die deutsch-schweizerischen Koproduktion begleitet Gentleman und den italienische Reggaestar Alborosie. Der Film beschreibt die „Suche nach Authentizität jenseits der westlichen Konsumgesellschaften im Land von Rastafari und Reggae: Jamaika“. Für den Dokumentarfilm wurde Gentleman sieben Jahre lang von den Regisseuren Moritz Springer und Noel Dernesch sowie Kameramann Marcus Winterbauer begleitet. Der Film wurde unter anderem durch Crowdfunding finanziert und wurde mit mehreren Preisen ausgezeichnet. Er erhielt unter anderem den „Audience Award“ des Zurich Film Festivals 2013 und den „Narrative Feature World Cinema Audience Award 2014“ des Maui Film Festivals auf Hawaii.
Im Dezember 2014 erschien das MTV-Unplugged-Album. Gentleman ist damit der erste Reggae-Künstler weltweit, der das prestigeträchtige Format umsetzen durfte. Viele bekannte Gäste wie Shaggy, Campino, Ky-Mani Marley, Christopher Martin, Tanya Stephens und Marlon Roudette wurden auf dem Album gefeaturet.
Zusammen mit Ky-Mani Marley erschien im Juni 2016 das Album Conversations. Das Album enthält jeweils einen Solosong der beiden Interpreten, alle anderen Lieder sind Kollaborationen beider. Auch ein Cover von Bob Marleys Simmer Down feat. Marcia Griffiths – eine langjährige Backgroundsängerin Marleys – ist auf dem Album enthalten.
Gentleman ist wiederholt als Gastmusiker in Erscheinung getreten, z. B. auf diversen Liedern verschiedener Hip-Hop-Interpreten wie Kool Savas, Megaloh, Afrob, Curse und Azad. Neben nationalen Stars wie Udo Lindenberg, Die Toten Hosen, Patrice und Stefanie Heinzmann hat Gentleman auch mit vielen internationalen Künstlern zusammengearbeitet: Pink, Michael Franti, Mustafa Sandal, Aloe Blacc, Sean Paul, UB40. Er ist neben Gzuz Featuregast auf dem Lied Ahnma der Beginner, das 20 Wochen in den deutschen Charts war. Das dazugehörige Video erschien am 3. Juni 2016 und wurde über 50 Millionen Mal auf YouTube aufgerufen. In der Folge wurde das Werk zum iTunes-Song des Jahres 2016 gekürt, wie die Beginner auf ihrer Facebookseite bekannt gaben.
Da sein bisheriges Aufnahmestudio im Ahrtal überschwemmt und zerstört wurde, nahm er sein zehntes Album Mad World im ländlichen Mallorca auf. Er singt darin nicht wie zuletzt auf Deutsch, sondern auf jamaikanischem Patois-Englisch. Sein letztes Album für das Majorlabel Universal entstand mit den Produzenten von Jugglerz und kam Anfang Dezember 2022 heraus.

## Trivia
Gentleman ist Mitglied des Fußball-Bundesligisten 1. FC Köln.
Gentleman ist seit 2008 Botschafter für Viva con Agua, die durch ihre Spenden Brunnen in Afrika bauen. Beide organisieren regelmäßig ein Benefiz-Fußballspiel. Ebenfalls unterstützt er das Projekt „Gemeinsam für Afrika“ und trat mehrfach in den Kinderhospizstationen der Kölner Universitätskliniken auf.

## Diskografie
Studioalben

| Jahr | Titel Musiklabel                        | Höchstplatzierung, Gesamtwochen, AuszeichnungChartplatzierungen (Jahr, Titel, Musiklabel, Platzierungen, Wochen, Auszeichnungen, Anmerkungen) | Höchstplatzierung, Gesamtwochen, AuszeichnungChartplatzierungen (Jahr, Titel, Musiklabel, Platzierungen, Wochen, Auszeichnungen, Anmerkungen) | Höchstplatzierung, Gesamtwochen, AuszeichnungChartplatzierungen (Jahr, Titel, Musiklabel, Platzierungen, Wochen, Auszeichnungen, Anmerkungen) | Anmerkungen                                               |
| Jahr | Titel Musiklabel                        | DE | AT | CH | Anmerkungen                                               |
| ---- | --------------------------------------- | --- | --- | --- | --------------------------------------------------------- |
| 1999 | Trodin On Four Music (Sony)             | DE59 (9 Wo.)DE | — | — | Erstveröffentlichung: 18. Juni 1999                       |
| 2002 | Journey to Jah Four Music (Sony)        | DE14 Gold · (30 Wo.)DE | AT19 (30 Wo.)AT | CH21 (19 Wo.)CH | Erstveröffentlichung: 25. März 2002 Verkäufe: + 100.000   |
| 2004 | Confidence Four Music (Sony BMG)        | DE1 Platin · (48 Wo.)DE | AT1 Gold · (14 Wo.)AT | CH4 Gold · (32 Wo.)CH | Erstveröffentlichung: 30. August 2004 Verkäufe: + 235.000 |
| 2007 | Another Intensity Four Music (Sony BMG) | DE2 (10 Wo.)DE | AT5 (9 Wo.)AT | CH2 (10 Wo.)CH | Erstveröffentlichung: 24. August 2007                     |
| 2010 | Diversity Island Records (UMG)          | DE1 Gold · (26 Wo.)DE | AT2 (17 Wo.)AT | CH2 (20 Wo.)CH | Erstveröffentlichung: 9. April 2010 Verkäufe: + 100.000   |
| 2013 | New Day Dawn Vertigo Records (UMG)      | DE6 (15 Wo.)DE | AT10 (5 Wo.)AT | CH8 (16 Wo.)CH | Erstveröffentlichung: 19. April 2013                      |
| 2020 | Blaue Stunde Urban Records (UMG)        | DE10 (15 Wo.)DE | AT18 (2 Wo.)AT | CH9 (4 Wo.)CH | Erstveröffentlichung: 20. November 2020                   |
| 2022 | Mad World Urban Records (UMG)           | DE26 (2 Wo.)DE | — | CH34 (1 Wo.)CH | Erstveröffentlichung: 2. Dezember 2022                    |

## Auszeichnungen

### National
1 Live Krone
- 2004: „Bester Künstler“
- 2005: „Bester Künstler“

Comet
- 2005: „Künstler National“

ECHO Pop
- 2003: „Hip-Hop/R&B Künstler/in oder Gruppe National“
- 2005: „Künstler National“

Preis für Popkultur
- 2016: „Lieblingsvideo“ (Ahnma)

### International
- 2011: „Best International Song“, Stone Love Awards, Jamaica: Richie Stephens feat. Gentleman – Live Your Life
- 2011: „Song of the year“, Iriejam Radio Awards, USA: Richie Stephens feat. Gentleman – Live Your Life
- 2011: „Song of the year“, Linkage Awards, USA: Richie Stephens feat. Gentleman – Live Your Life
- 2012: „Best Music Video“, International Reggae and World Music Awards, USA: Richie Stephens feat. Gentleman – Live Your Life

Weitere internationale Nominierungen
- 2004: „Best New Reggae Artist“, Martin Awards, New York City, USA
- 2004: „Best New Reggae Artist“, Reggae & Soca Awards, Miami, USA

Als Gastsänger
- 2018: MTV Unplugged 2 Live vom Atlantik von Udo Lindenberg